# 井都镇
井都镇是中国广东省汕头市潮南区所辖的一个镇，位于潮南区东部。全镇总面积43.5平方公里，海岸线长7.5公里，人口8.98万人，1.72万户，下辖14个村（居）委会。

## 行政区划
- 居民委员会：古埕、平湖西、神山、上南、
- 行政村：平湖东、平湖新、凤光、新明、和丰、连丰、陇一、陇二、诗家、双山

## 交通
- 深汕高速公路(沈海高速公路)
- 潮汕环线高速公路
- 228国道